# Malawimonas
Embranchement
Classe
Ordre
Famille
Genre
Malawimonas est un genre d'excavés, le seul de la famille des Malawimonadidae, de l'ordre des Malawimonadida, de la classe des Malawimonadea et de l'embranchement des Neolouka.

## Liste des espèces
Selon BioLib (1 mars 2019) :
- Malawimonas californiana
- Malawimonas jakobiformis O'Kelly & Nerad, 1999

## Publications originales
- O'Kelly & Nerad, 1999 Malawimonas jakobiformis n. gen., n. sp. (Malawimonadidae n. fam.): A Jakoba-like Heterotrophic Nanoflagellate with Discoidal Mitochondrial Cristae Journal of Eurkaryotic Microbiology, vol. 46, no 5, p. 522-531.
- Cavalier-Smith, 2003 : The excavate protozoan phyla Metamonada Grassé emend. (Anaeromonadea, Parabasalia, Carpediemonas, Eopharyngia) and Loukozoa emend. (Jakobea, Malawimonas): their evolutionary affinities and new higher taxa., International Journal of Systematic and Evolutionary Microbiology, vol. 53, p. 1741-1758.
- Cavalier-Smith, 2003 : Early evolution of eukaryote feeding modes, cell structural diversity, and classification of the protozoan phyla Loukozoa, Sulcozoa, and Choanozoa. European Journal of Protistology, vol. 49, no 2, p. 115-178.